# Ayr (Nebraska)
Ayr je selo u američkoj saveznoj državi Nebraska. Prema popisu stanovništva iz 2010. u njemu je živjelo 94 stanovnika.